# Ute Lawrentz
Ute Lawrentz (* in Nienburg/Weser) ist eine deutsche Journalistin und Fernsehmoderatorin. 
Nach einem Volontariat bei einer Tageszeitung lernte sie das journalistische Handwerk von Grund auf. Sie ist seit 1986 beim NDR in Hannover. Dort hat Lawrentz für verschiedene Fernsehformate, wie zum Beispiel die Reisemagazine Nordtour und Nordseereport, gearbeitet. Ab 2007 war sie Moderatorin bei Hallo Niedersachsen.